# Commandement du renseignement des Forces canadiennes
Cet article fait partie d'un « bon thème » labellisé en 2011.
Le Commandement du renseignement des Forces canadiennes, abrégé en COMRENSFC, (Canadian Forces Intelligence Command, abrégé en CFINTCOM, en anglais) est un commandement centralisant les capacités de collecte du renseignement militaire des Forces armées canadiennes (FAC). Il a été formé en 2013 en mettant toutes les unités du renseignement militaire des FAC sous une même formation et en nommant le chef du bureau du renseignement de la Défense en tant que son commandant.

## Unités
Le Commandement du renseignement des Forces canadiennes comprend les unités suivantes :
- Centre d’imagerie interarmées des Forces canadiennes
- Unité nationale de contre-ingérence des Forces canadiennes
- Centre météorologique interarmées
- Service de cartographie
- Force opérationnelle interarmées X